# آیوتاپا (همسر آنتیوخوس سوم کوماژن)
آیوتاپا (متولد ۲۰ پیش از میلاد) دختر مهرداد سوم حاکم کوماژن بود. او پس از ازدواج با برادر خود، آنتیوخوس سوم، به عنوان ملکه کوماژن سلطنت کرد.

## زندگی‌نامه
آیوتاپا یک شاهزاده خانم از پادشاهی کوماژن بود که در نیمه دوم قرن اول قبل از میلاد و نیمه اول قرن اول میلادی زندگی می‌کرد. او دختر پادشاه بود مهرداد سوم کوماژن و ملکه آیوتاپا بودو تباری ارمنی، یونانی و مادی داشت.
آیوتاپا به احتمالاً در ساموساتا، پایتخت پادشاهی کوماژین متولد، بزرگ شده و تحصیل کرده‌است. برادرش آنتیوخوس سوم کوماژین بود که با او ازدواج کرد. هنگامی که پدرش در ۱۲ سال قبل از میلاد درگذشت، برادرش به عنوان پادشاه کوماژین جانشین پدرش شد. از ادواجش صاحب دو فرزند شد یک آنتیوخوس چهارم بود و دیگرییک دختر، شاهزاده خانم آیوتاپا بود.
آنتیوخوس سوم در سال ۱۷ میلادی درگذشت. مرگ او برای پادشاهی ناخوشایند شد. در زمان درگذشت آنتیوخوس، کوماژین در آشفتگی سیاسی قرار گرفت. دلایل این اتفاق ناشناخته است. این‌طور به نظر می‌رسد، که فرزندان آنها برای جانشینی پدرشان خیلی جوان بودند و هیچ توانی برای جلوگیری از ناآرامی‌های داخلی و متحد کردن شهروندان کوماژن نداشتند. از مرگ آنتیوخوس سوم، دو جناح ظاهر شده بودند: یکی جناح به سرپرستی اشراف که می‌خواستند کوماژن تحت سلطنت امپراتوری روم قرار بگیرد و جناح دیگر به رهبری شهروندان کوماژن بود که می‌خواستند حکومت شاه را حفظ کنند.
جناح‌های سیاسی کوماژن سفیران صلحی را به رم اعزام کرده بودند و به دنبال کمک و یاری از امپراتور روم تایبریوس، برای تصمیم‌گیری در مورد آینده کوماژن بودند. در واقع جناح‌های سیاسی این واقعیت سیاسی را پذیرفته بودند که روم بسیار قدرتمند است آماده بودند که هر تصمیمی که ایریوس بگیرد را بپزیرند و خود را برا زندگی تحت حاکمیت روم آماده کرده بودند واعزام سفرا به روم در واقع نشانه پایان استقلال کوماژن بود.
تایبریوس تصمیم گرفت تا کوماژن را جزئی از استان روم سوریه کند. تصمیمی که تایبریوس گرفت با استقبال بسیاری از شهروندان توسط کوماژن روبه رو شد، اما برخی، به ویژه کسانی که هوادار خانواده سلطنتی بودند، از این نتیجه ناراضی بودند. محل نگهداری ایوتاپا پس از الحاق کوماژن ناشناخته است. فرزندان او بزرگ شده و در رم زندگی می‌کردند. در سال ۳۸، امپراتور روم کالیگولا پادشاهی را به فرزندان خود آیوتاپا بازگرداند.